# Millettia irvinei
Millettia irvinei är en ärtväxtart som beskrevs av John Hutchinson och John McEwan Dalziel. Millettia irvinei ingår i släktet Millettia och familjen ärtväxter. Inga underarter finns listade i Catalogue of Life.